# Heinrich Gottfried Piegler

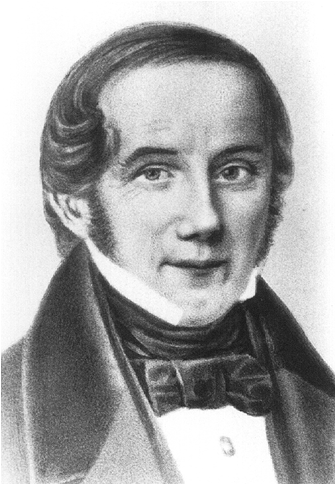
Heinrich Gottfried Piegler (1797 – 1849)

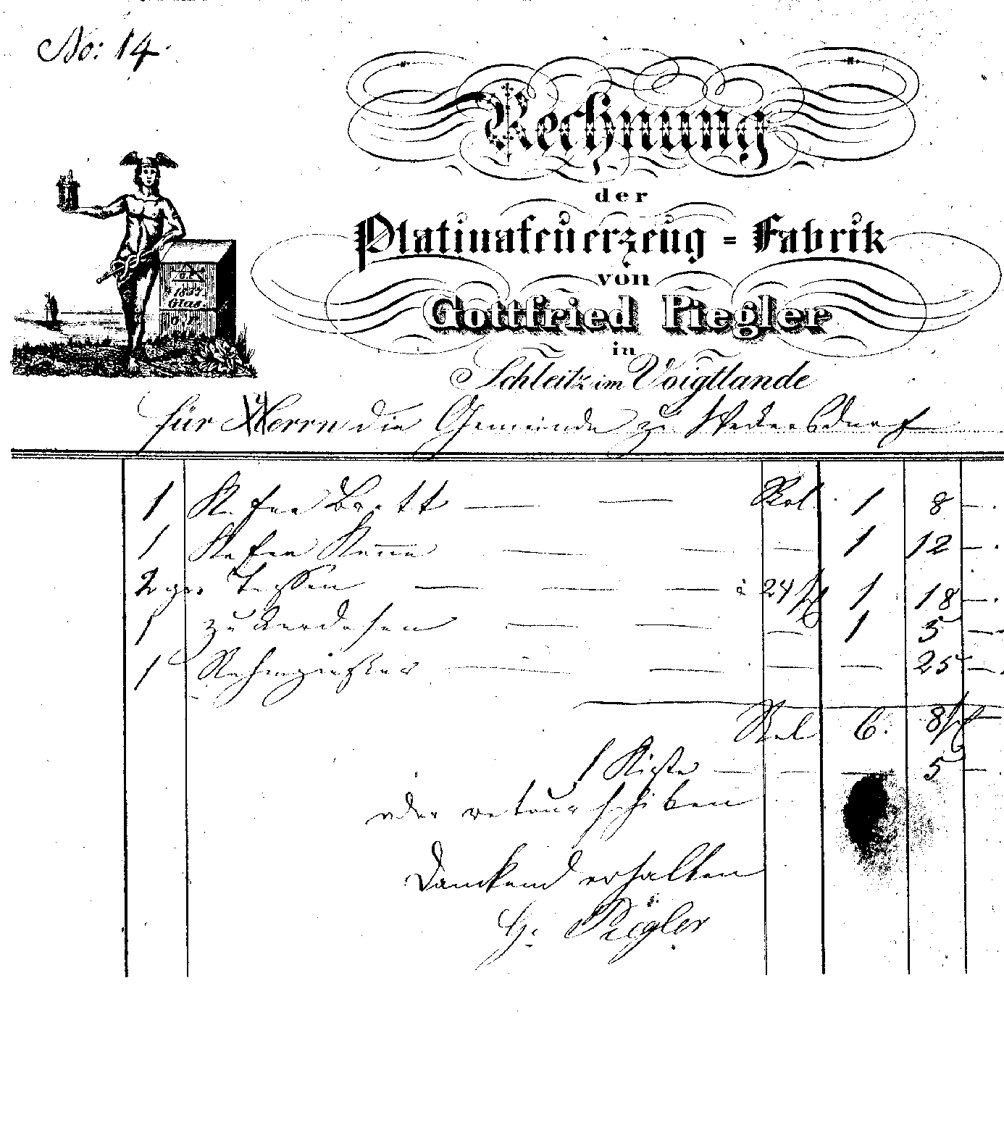
Rechnung der Firma Gottfried Piegler, Schleiz

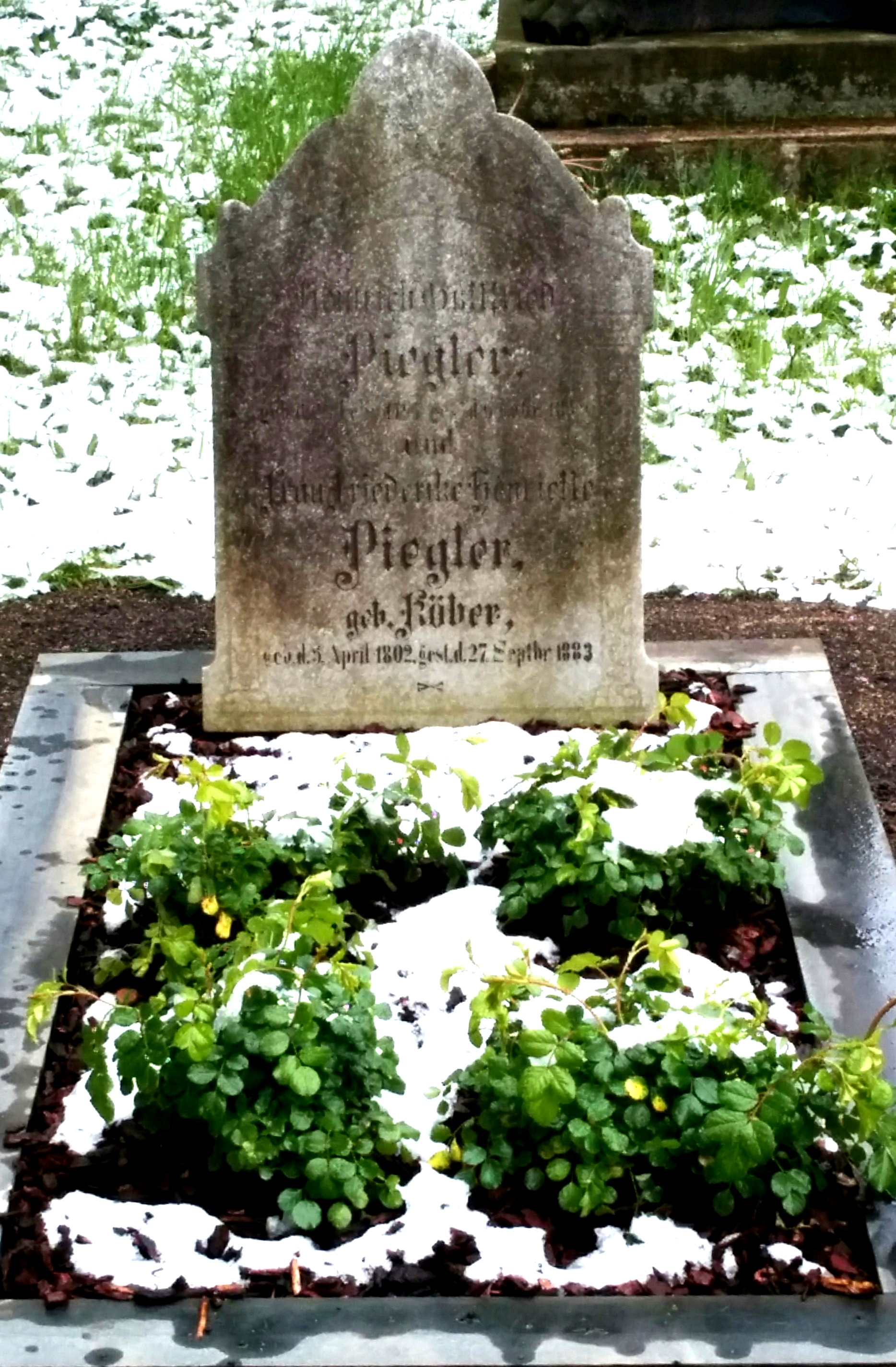
Grabmal von Heinrich Gottfried Piegler auf dem Bergfriedhof Schleiz

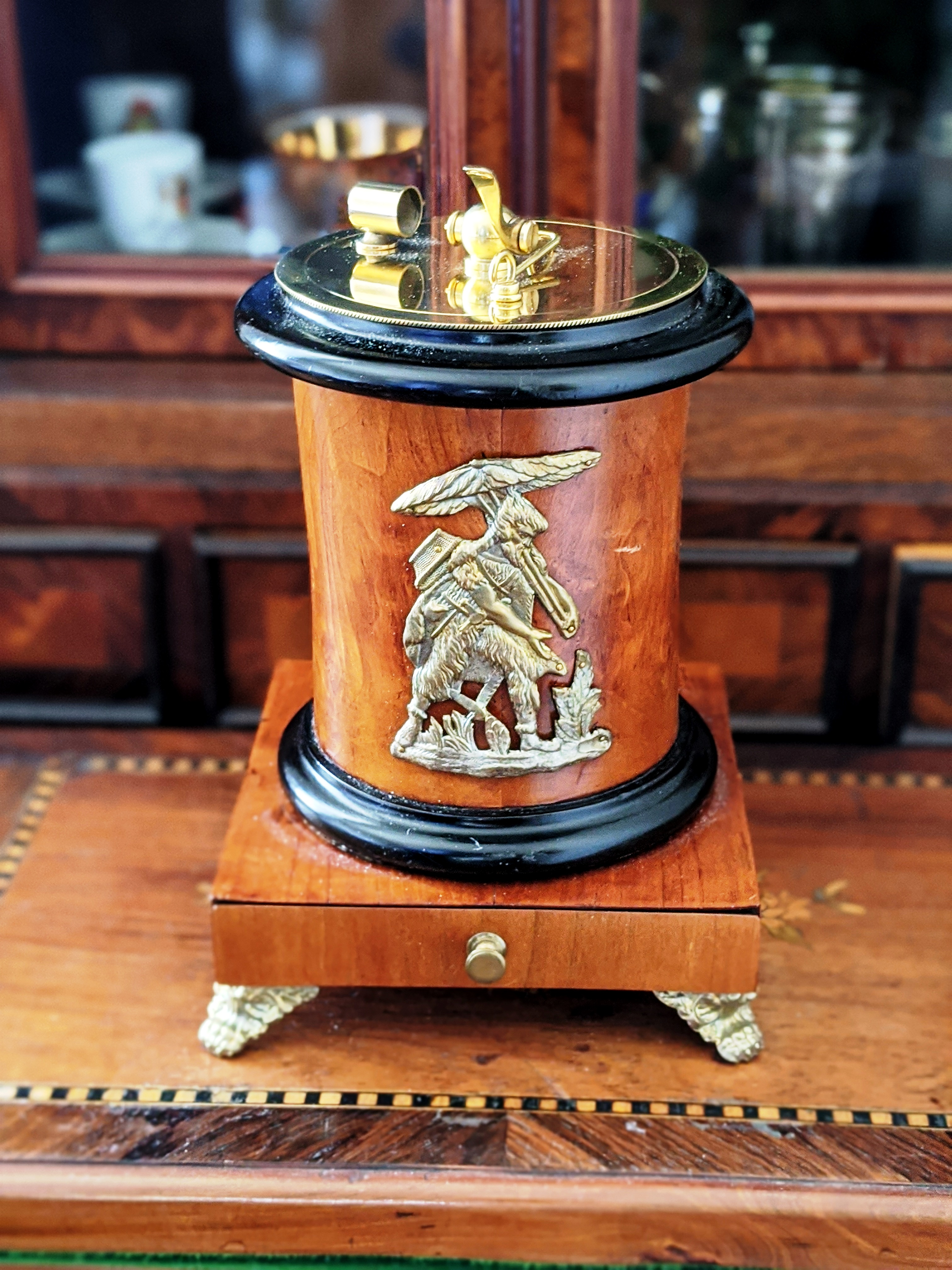
Döbereiner-Feuerzeug aus der Platinafeuerzeug-Fabrik von Gottfried Piegler (um 1830)

Heinrich Gottfried Piegler (* 23. Februar 1797 in Schleiz, Fürstentum Reuss j.L., heute Thüringen; † 6. Februar 1849 in Schleiz) war ein deutscher Unternehmer und Fabrikant, der in Schleiz die ersten „modernen“ Feuerzeuge, die auf Hebeldruck eine Flamme lieferten, die sog. Döbereiner-Feuerzeuge, in großen Stückzahlen produzierte und weltweit vertrieb.

## Leben und Leistung
Gottfried Piegler wurde als viertes von sechs Kindern des aus Ölsnitz/Vogtl. um 1790 nach Schleiz zugezogenen Bäckermeisters Christian Friedrich Piegler (1768–1806) und dessen Ehefrau Christiana Dorothea Rudolph (1754–1831) geboren. Seine Brüder schlugen unterschiedliche Wege ein, die einen wurden in Schleiz Bäcker wie der Vater, ein anderer nahm in Leipzig sein Theologiestudium auf, doch bald schon zog es diesen Patrioten zum "Banner der freiwilligen Sachsen", um Napoleons Truppen nachzusetzen. Der jüngste Sohn, Gottfried, wandte sich dem Nadlerhandwerk zu. Seine Wanderjahre führten ihn über Kassel nach Frankfurt/M., wo er an der Hauptwache bei Meister Domschiez tätig war, schwer erkrankte und, ohne Meisterbrief in der Tasche, in seine Heimat zurückgebracht werden musste. Über ein Jahr war er ans Krankenlager gefesselt. 1819 richtete er ein verzweifeltes Bittgesuch an den damals regierenden reußischen Fürsten Heinrich LXII., ihm außerhalb der Innung das Betreiben einer Manufaktur in Schleiz am Markt 1 zu erlauben. Der Fürst kam seiner Bitte am 4. Februar 1819 nach. Trotz einer wegen unsäglichen Schmerzen 1824 notwendig werdenden Beinamputation wurde Gottfried Piegler damals zu einem der erfolgreichsten Unternehmer der Stadt und hat ihren guten Ruf in aller Herren Länder getragen. Er war weltweit einer der Ersten, der die Aufsehen erregende Entdeckung der Platinkatalyse (1823) durch den Jenaer Ordinarius für Chemie, Johann Wolfgang Döbereiner, technisch umsetzte, indem er Platina-Zündmaschinen ab Mitte der 1820er Jahre in Massenproduktion herstellte und weltweit in großem Stil vermarktete! Auf dem Rechnungskopf prangte groß „Platinafeuerzeug Fabrik“. Das Piegler-Werk bezeichnete sich selbst als „älteste Fabrik“ und Lager von Platinfeuerzeugen, Platina-Räuchermaschinen, Platinaschwämmchen und aller dazugehörigen Utensilien.
Die Feuerzeugbehälter gab es in verschiedensten, teils sehr kunstvollen Ausführungen: in Glas (klar, rubinrot, kobaltblau), Porzellan, Steingut, lackiertem Holz und aus Blech. Auch die Mechanik war unterschiedlich, wobei bei den höherpreisigen Ausführungen das Feuer nicht unmittelbar mit einem Fidibus abgenommen werden musste, sondern sich ein Lämpchen entzündete. Publikationen des renommierten englischen Chemikers John Meurig Thomas ist zu entnehmen, dass Gottfried Piegler nach 1828 Hunderttausende von Döbereiners Feuerzeugen in Massenproduktion herstellte. Einige 20.000 waren in jenem Jahr allein in England in Gebrauch. Geschäftsbeziehungen gab es "von Aachen bis Königsberg und von Hamburg bis Konstanz", aber auch nach Frankreich, Holland, in die Schweiz, nach England, Polen, Litauen, Russland, Italien, Spanien und in die USA. Lithographierte Gebrauchsanweisungen in französischer, englischer, italienischer und spanischer Sprache waren eine Selbstverständlichkeit. Der große Bedarf an Zündmaschinen führte dazu, dass Gottfried Piegler auch Aufträge an andere Gürtler in der Nähe (z. B. Grünler und Kneusel in Zeulenroda) vergeben konnte. Allein in den Werkstätten von Piegler und Holzschuher in Schleiz waren in der Glanzzeit 40 bis 50 Gürtlergesellen beschäftigt, die, gut bezahlt, als „Piegler’s Gesellen“ regionale Berühmtheit erlangten.  Auf allen größeren Messen Deutschlands (z. B. Leipzig) war Gottfried Piegler mit seinen Erzeugnissen regelmäßig vertreten, 1851 auch bei der ersten Weltausstellung („Great Exhibition“) im Kristallpalast in London und 1853 bei der Great Industrial Exhibition in Dublin. Ein Schüler Döbereiners, Rudolf Christian Böttger aus Frankfurt/M., hat 1848 die praktischen und billigen Sicherheitszündhölzer („Schwedenhölzer“) eingeführt, die den teuren, aber aristokratischen Tischfeuerzeugen rasch den Rang abliefen. Gleichwohl wurden diese von Gottfried Pieglers Söhnen noch bis Ende des 19. Jahrhunderts gefertigt und ausgeliefert. Gottfried Pieglers Fabrik stellte die Produktion mit Aufkommen der Modefriseure Ende des 19. Jahrhunderts auf Frisörbedarfsartikel um, womit in den folgenden Jahrzehnten eine neue Blüte der Fabrik erreicht wurde, die nach dem Ersten Weltkrieg in neu errichtete größere Räumlichkeiten in der Moltke-Straße (heute: BAD-Gesundheitszentrum Rudolf-Breitscheidstr. 6) umzog. Im Gefolge des Zweiten Weltkriegs mussten die letzten Firmeninhaber, Theodor (1904–1991) und Kurt Piegler (1900–1969), Schleiz verlassen. Sie führten die Produktion in Nürnberg unter dem Firmennamen „Gebr. Piegler, vormals Gottfried Piegler“ noch bis 1976 in der Langen Gasse 15 fort.
Am 25. November 1824 nahm Gottfried Piegler die Rotgerberstochter Friederike Henriette Köber (1802–1883) zur Frau, mit der er in glücklicher Ehe lebte und fünf Söhne und zwei Töchter hatte.
Seit 2012 erinnern in Schleiz die einstigen Wohn- und Geschäftsgebäude sowie Begräbnisstätten auf dem Bergfriedhof und eine nach Gottfried Piegler benannte Strasse an ihn und seine Nachkommen. In den Museen der Umgebung (z. B. Hof, Lobenstein, Plauen und Zeulenroda) finden sich bis heute Döbereiner-Feuerzeuge aus seiner Produktion. Anlässlich des 200-jährigen Firmenjubiläums führte der Geschichts- und Heimatverein zu Schleiz e.V. am 4. Mai 2019 eine Festveranstaltung mit Bürgermeister M. Bias, D. Linke (Berlin) und T. Piegler (Hamburg) durch und widmete seine erste Sonderausstellung in den Räumen des 2018 wiedereröffneten Museums im Rutheneum dieser Thematik.

## Ehrungen
Gottfried Pieglers große Erfolg veranlasste seinen Landesherrn, Fürst Heinrich LXII. Reuss j.L., ihn durch Dekret vom 30. Dezember 1847 "in Anerkennung des Verdienstes, welches er sich durch Begründung eines neuen Gewerbezweiges in hiesiger Stadt erworben hat", zum "Hofkommissair" zu ernennen.
Im Februar 2014 würdigte der Stadtrat von Schleiz diesen großen Schleizer Unternehmer und benannte im Gewerbegebiet eine Straße nach ihm „Gottfried-Piegler-Straße“.